# Troglosiro aelleni
Troglosiro aelleni is een hooiwagen uit de familie Troglosironidae.